# White City (Londen)
White City is een wijk in het Londense bestuurlijke gebied Hammersmith and Fulham, in de regio Groot-Londen. In White City bevinden zich de voornaamste gebouwen van de British Broadcasting Corporation: het BBC Television Centre met studio's, het BBC Broadcast Centre en het BBC Centre House. Op de locatie van de studio's bevond zich vroeger het White City Stadium.